# Chrysolina brunsvicensis
Chrysolina brunsvicensis là một loài bọ cánh cứng trong họ Chrysomelidae. Loài này được Gravenhorst miêu tả khoa học năm 1807.